# Zotto
Zotto (de asemenea, Zotton sau Zottone) (d. 591) a fost un conducător militar (dux) al longobarzilor din sudul Italiei. El este considerat ca fiind întemeietorul Ducatului de Benevento în 571 și primul său duce: “…Fuit autem primus Langobardorum dux in Benevento nomine Zotto, qui in ea principatus est per curricula viginti annorum…” (conform lui Paul Diaconul).
În fruntea trupelor longobarde, Zotto a pătruns în Campania în august 570, confruntându-se cu bizantinii, pe care i-a înfrânt în mod constant. El și-a fixat tabăra în Benevento, care a devenit reședința ducatului nou creat. El a încercat să captureze Napoli, însă a eșuat, fiind nevoit să ridice asediul în 581. 
Ca duce, el era cvasiindependent, dat fiind că nordul Peninsulei Italice (Langobardia Major) se afla sub controlul regelui Authari, care avea o slabă influență asupra Langobardia Minor din sud. În cele din urmă, Zotto a trebuit totuși să recunoască autoritatea regală, în 589.
După moartea sa, i-a succedat la conducerea ducatului Arechis I.